# Cynea
Cynea är ett släkte av fjärilar. Cynea ingår i familjen tjockhuvuden.

## Dottertaxa tillCynea, i alfabetisk ordning[1]
- Cynea advena
- Cynea alus
- Cynea anthracinus
- Cynea binaria
- Cynea bistricula
- Cynea bomax
- Cynea cleochares
- Cynea conta
- Cynea corisana
- Cynea corope
- Cynea cynea
- Cynea cyrus
- Cynea diluta
- Cynea duroca
- Cynea epaphus
- Cynea erebina
- Cynea fista
- Cynea hippo
- Cynea hycsos
- Cynea iquita
- Cynea irma
- Cynea kasus
- Cynea leucopogon
- Cynea luctatius
- Cynea megalops
- Cynea melius
- Cynea nigricola
- Cynea nippa
- Cynea nubila
- Cynea philerope
- Cynea popla
- Cynea rhino
- Cynea robba
- Cynea sarus
- Cynea somba
- Cynea tanaris
- Cynea tersa
- Cynea trimaculata
- Cynea ulrica
- Cynea vellejus
- Cynea zaba
- Cynea zeppa